# ネブラスカ州議会
ネブラスカ州議会（ネブラスカしゅうぎかい、Nebraska Legislature）は、アメリカ合衆国ネブラスカ州の議会である、アメリカの州議会としては唯一の一院制である。議会は州都リンカーンにあるネブラスカ州会議事堂に置かれている。ネブラスカ州議会は、「上院議員」と呼ばれる49人の議員で構成されており、アメリカ合衆国で最も議席数の少ない州議会である。過半数を占めるには合計25人の議員が必要だが、議事妨害を乗り越えるには全議員の3分の2の賛成票が必要であり、33票が必要となる。
ネブラスカ州議会は、議員の所属政党や党派的な指導体制を公式に認めないという点で、超党派である。49人の議員全員が、他の政府機関や政党、その他の外部からの影響による不当な圧力や影響を受けずに、議員が心から支持するリーダーを選ぶことができるように、秘密投票により州議会の役員（副知事（州議会議長を務める）を除く）と委員会の委員長を選出する。

## 歴史
1855年、ネブラスカ準州議会はオマハで初めて開かれ、1867年に州として承認されるまでオマハに本部を置いていた。ネブラスカは当初、両院制議会で運営されていたが、時が経つにつれ、両院制に対する不満が高まっていった。両院が1つの法案に合意できず、法案が失われることもあった。両院から提出された法案を一本化するために設置された合同委員会は、しばしば秘密裏に会合を開いていたため、その審議内容の説明責任を果たしていなかった。ネブラスカ州議会を単一院制に統合する運動は、1913年にさかのぼり、成功と失敗を繰り返してきた。
1931年にオーストラリアを訪問したジョージ・W・ノリス（当時ネブラスカ州選出の上院議員）は、改革運動を展開し、両院制は非民主的な英国の上院をモデルとしているため、同じことを行う2つの機関が存在することは無意味であり、それゆえ無駄な支出につながると主張した。彼は特に、10年近く前に一院制議会を採用したオーストラリアのクイーンズランド州を例に挙げた。1934年、有権者は1936年の選挙から発効する憲法改正を承認し、ネブラスカ州上院と下院を廃止し、その権限を単にネブラスカ州議会と呼ばれる新しい一院制の機関に付与した。43人の議員で構成された新しいネブラスカ州議会は、33人の議員で構成されていた旧ネブラスカ州上院よりも、100人の議員で構成されていた旧ネブラスカ州下院に近い規模であった。
1934年の憲法改正案が可決された理由として、ジョージ・ノリス氏の人気、不況下での経費削減への要望、前年の州議会に対する国民の不満、さらには、偶然にもその年に競馬の馬券の賭けを合法化する憲法改正案が投票に付されていたことなどが挙げられている。この偶然の一致が、オマハでの法案通過を後押ししたのかもしれない。オマハでは、一院制の問題は緊急を要していなかったが、競馬はそうだった。 (ギャンブル業界は、競馬法案の通過を確実にするために、すべての修正案に賛成票を投じるようキャンペーンを展開した。)
新しい一院制の州議会は1937年に初めて招集された。正式名称は「ネブラスカ州議会」だが、最初の会議で議員に「上院議員」の称号を正式に与える決議が採択された。ネブラスカ州では、州議会は「一院制」としてもよく知られている。

## 一般的な権限
州議会は、州のための法律制定と予算編成の責任を負う。知事は法案に拒否権を行使できるが、州議会の3分の2以上の賛成票により、知事の拒否権を覆すことができる。また、州議会は、3分の2以上の賛成票により、憲法改正を住民投票にかけることができる。

## 選挙及び議会構成、議会運営
州議会は、小選挙区で選出された49人の議員で構成される。議員は4年任期で、2年ごとに議席の半分が改選となる。これにより、事実上、議会の半数がアメリカ合衆国大統領選挙と同時に、残りの半数が州全体の選挙と同時に選出されることになる。議員は、21歳以上で、選挙区に少なくとも1年以上居住している有権者でなければならない。2000年に可決された憲法改正により、上院議員の連続任期は2期までに制限されている。ただし、元議員は4年後に再選される資格がある。上院議員は、年間1万2,000ドルと日当を受け取る。
ネブラスカ州では、共和党、民主党、その他の政党の候補者を選ぶために行われる個別の予備選挙ではなく、上位2名の得票者が一般選挙に出馬できる非党派の一括予備選挙が採用されている。州議会内には正式な政党の連携やグループは存在しない。連立は、議員の政治哲学、地理的背景、選挙区に基づいて、問題ごとに形成される傾向にある。しかし、州議会のほぼすべての議員は民主党か共和党のどちらかに属しており、両党の州支部は議席を目指す候補者を明確に支持している。

### 欠員
州議会の空席は、州知事によって任命される。

### 会期
州議会の会期は、奇数年には90日間の会期、偶数年には60日間の会期となる。

### 特別会期
州憲法第4条8項は、知事に対し「特別な場合」に臨時会を招集する権限を与えている。臨時会を招集する場合、議員は知事の宣言に概説された法案のみ審議することができる。

## 議員
| 所属              | 政党(網掛けは多数会派を示す) | 政党(網掛けは多数会派を示す) | 政党(網掛けは多数会派を示す) | 計 |      |
| ----------------- | ---------------------------- | ---------------------------- | ---------------------------- | -- | ---- |
| 所属              |                              |                              |                              | 計 |      |
| 所属              | 民主党                       | 無所属                       | 共和党                       | 計 | 欠員 |
| 第107議会         | 32                           | 0                            | 17                           | 49 | 0    |
| April 27, 2022    | 31                           | 0                            | 17                           | 48 | 1    |
| June 7, 2022      | 32                           | 0                            | 17                           | 48 | 0    |
| July 11, 2022     | 31                           | 0                            | 17                           | 49 | 1    |
| July 22, 2022     | 32                           | 0                            | 17                           | 49 | 0    |
| November 9, 2022  | 31                           | 0                            | 17                           | 48 | 1    |
|                   |                              |                              |                              |    |      |
| 第108議会         | 32                           | 0                            | 17                           | 49 | 0    |
| April 6, 2023     | 31                           | 0                            | 17                           | 48 | 1    |
| April 11, 2023    | 32                           | 0                            | 17                           | 49 | 0    |
| May 5, 2023       | 32                           | 1                            | 16                           | 49 | 0    |
| October 31, 2023  | 31                           | 1                            | 16                           | 48 | 1    |
| November 15, 2023 | 32                           | 1                            | 16                           | 49 | 0    |
|                   |                              |                              |                              |    |      |
| April 3, 2024     | 33                           | 1                            | 15                           | 49 | 0    |
|                   |                              |                              |                              |    |      |
| 最新の得票率      | 67%                          | 2%                           | 31%                          |    |      |

現在の党派構成

州議会は議員の政党所属を公式には認めていない。記載された所属政党は、州による政党支持に基づいている。2024年現在、33人が共和党、15人が民主党、1人が無所属である。
| 選挙区 | 氏名                | 政党                 | 居住地       | 就任   |
| ------ | ------------------- | -------------------- | ------------ | ------ |
| 1      | Julie・Slama        | Republican           | Peru         | 2019年 |
| 2      | Robert・Clements    | Republican           | Elmwood      | 2017年 |
| 3      | Carol・Blood        | Democratic           | Bellevue     | 2017年 |
| 4      | Brad・von Gillern   | Republican           | Elkhorn      | 2023年 |
| 5      | Mike・McDonnell     | Republican           | Omaha        | 2017年 |
| 6      | Machaela・Cavanaugh | Democratic           | Omaha        | 2019年 |
| 7      | Tony・Vargas        | Democratic           | Omaha        | 2017年 |
| 8      | Megan・Hunt         | Independent Democrat | Omaha        | 2019年 |
| 9      | John・Cavanaugh     | Democratic           | Omaha        | 2021年 |
| 10     | Wendy・DeBoer       | Democratic           | Bennington   | 2019年 |
| 11     | Terrell・McKinney   | Democratic           | Omaha        | 2021年 |
| 12     | Merv・Riepe         | Republican           | Ralston      | 2023年 |
| 13     | Justin・Wayne       | Democratic           | Omaha        | 2017年 |
| 14     | John・Arch          | Republican           | LaVista      | 2019年 |
| 15     | Lynne・Walz         | Democratic           | Fremont      | 2017年 |
| 16     | Ben・Hansen         | Republican           | Blair        | 2019年 |
| 17     | Joni・Albrecht      | Republican           | Thurston     | 2017年 |
| 18     | Christy・Armendariz | Republican           | Omaha        | 2023年 |
| 19     | Rob・Dover          | Republican           | Norfolk      | 2022年 |
| 20     | John・Fredrickson   | Democratic           | Omaha        | 2023年 |
| 21     | Beau・Ballard       | Republican           | Lincoln      | 2023年 |
| 22     | Mike・Moser         | Republican           | Columbus     | 2019年 |
| 23     | Bruce・Bostelman    | Republican           | Brainard     | 2017年 |
| 24     | Jana・Hughes        | Republican           | Seward       | 2023年 |
| 25     | Carolyn・Bosn       | Republican           | Lincoln      | 2023年 |
| 26     | George・Dungan III  | Democratic           | Lincoln      | 2023年 |
| 27     | Anna・Wishart       | Democratic           | Lincoln      | 2017年 |
| 28     | Jane・Raybould      | Democratic           | Lincoln      | 2023年 |
| 29     | Eliot・Bostar       | Democratic           | Lincoln      | 2021年 |
| 30     | Myron・Dorn         | Republican           | Adams        | 2019年 |
| 31     | Kathleen・Kauth     | Republican           | Omaha        | 2022年 |
| 32     | Tom・Brandt         | Republican           | Plymouth     | 2019年 |
| 33     | Steve・Halloran     | Republican           | Hastings     | 2017年 |
| 34     | Loren・Lippincott   | Republican           | Central City | 2023年 |
| 35     | Ray・Aguilar        | Republican           | Grand Island | 2021年 |
| 36     | Rick・Holdcroft     | Republican           | Bellevue     | 2023年 |
| 37     | John・Lowe          | Republican           | Kearney      | 2017年 |
| 38     | Dave・Murman        | Republican           | Glenvil      | 2019年 |
| 39     | Lou Ann・Linehan    | Republican           | Omaha        | 2017年 |
| 40     | Barry・DeKay        | Republican           | Niobrara     | 2023年 |
| 41     | Fred・Meyer         | Republican           | St. Paul     | 2023年 |
| 42     | Mike・Jacobson      | Republican           | North Platte | 2022年 |
| 43     | Tom・Brewer         | Republican           | Gordon       | 2017年 |
| 44     | Teresa・Ibach       | Republican           | Sumner       | 2023年 |
| 45     | Rita・Sanders       | Republican           | Bellevue     | 2021年 |
| 46     | Danielle・Conrad    | Democratic           | Lincoln      | 2023年 |
| 47     | Steve・Erdman       | Republican           | Bayard       | 2017年 |
| 48     | Brian・Hardin       | Republican           | Gering       | 2023年 |
| 49     | Jen・Day            | Democratic           | Gretna       | 2021年 |

## 役職

### 副知事
副知事は州議会議長であり、公式の議長を務める。副知事が議事を進行する際、州議会で可否同数となった場合に投票を行うことはできるが、法案の最終可決に関する投票では可否同数となった場合でも投票を行うことはできない。

### 仮議長
議員の中で最も高い地位にあるのは、副知事不在時に州議会を司る仮議長である。現在の州議会仮議長はジョン・アーチ氏である。議長は、2年任期で、議場投票（または秘密投票）により選出される。議長は、執行委員会の承認を得て、議題（または法案や決議案の審議順序）を決定する。議長はどの委員会にも属さないが、規則委員会と執行委員会の職権上のメンバーである。

### 執行委員会
議会の事務は執行委員会が担当する。執行委員会は議長、委員長、副委員長、および6人の委員で構成される。委員長と副委員長は、州議会全体による2年任期での無記名投票（または秘密投票）で選出される。歳出委員会の委員長は職務に就くが、いかなる案件についても投票できず、財政問題についてのみ発言できる。
執行委員会は参照委員会でもある。提出されたすべての法案は、参照委員会によって法案の内容に関連する委員会に参照される。州議会の議員は誰でも、法案が参照された委員会に異議を申し立て、州議会の過半数投票により法案を別の委員会に再参照させることができる。

### 党員集会
州議会は、政治的な所属に基づいて党員集会を行ったり、立法に対する支持や反対を組織するために党員集会を利用したりすることはない。上院議員は、州内の3つの選挙区に基づいて地理的に3つの党員集会に分類される。各党員集会は、執行委員会に2名の役員と委員会に関する委員会に4名の役員を選出する。

## 委員会
| 委員会                                                           | 委員長           | 人数       |
| 常任委員会                                                       | 常任委員会       | 常任委員会 |
| ---------------------------------------------------------------- | ---------------- | ---------- |
| 農業                                                             | Steve Halloran   | 8 Members  |
| 予算                                                             | Robert Clements  | 9 Members  |
| 銀行、商業、保険                                                 | Julie Slama      | 8 Members  |
| ビジネス及び労働                                                 | Merv Riepe       | 7 Members  |
| 教育                                                             | Dave Murman      | 8 Members  |
| 総務                                                             | John Lowe        | 8 Members  |
| 政府、軍事、退役軍人関連                                         | Tom Brewer       | 8 Members  |
| 保健福祉                                                         | Ben Hansen       | 7 Members  |
| 司法                                                             | Justin Wayne     | 8 Members  |
| 天然資源                                                         | Bruce Bostelman  | 8 Members  |
| ネブラスカ州退職年金制度                                         | Mike McDonnell   | 6 Members  |
| 歳入                                                             | Lou Ann Linehan  | 8 Members  |
| 運輸・通信                                                       | Mike Moser       | 8 Members  |
| 都市問題                                                         | Terrell McKinney | 7 Members  |
| 専門委員会                                                       |                  |            |
| 委員会に関する委員会                                             | Joni Albrecht    | 13 Members |
| 登録および審査                                                   | Beau Ballard     | 1 Member   |
| 参考（立法会議事運営委員会）                                     | Ray Aguilar      | 9 Members  |
| 規則                                                             | Steve Erdman     | 6 Members  |
| 特別委員会                                                       |                  |            |
| 議会執行委員会                                                   | Ray Aguilar      | 9 Members  |
| ビルメンテナンス                                                 | Brad von Gillern | 6 Members  |
| 司法再投資監督                                                   | Justin Wayne     | 5 Members  |
| 立法府業績監査                                                   | Myron Dorn       | 7 Members  |
| 計画                                                             | Wendy DeBoer     | 9 Members  |
| 州・部族関係                                                     | Jen Day          | 7 Members  |
| 州全体の観光・レクリエーション、水へのアクセス、資源の持続可能性 | John Arch        | 7 Members  |

### 委員の選出および委員長の選挙
2年ごとの任期開始時に、州議会は13人の委員からなる委員会を選出する。1人の委員は州議会のフロアでフロア投票（または秘密投票）により全議員から選出される。4名は第2、3、15、16、19、21～29、45、46選挙区から、4名は第4～14、18 、20、31、36、39、49の各選挙区から4名、1、17、30、32～35、37、38の各選挙区から4名。各院内委員会は、委員会委員として4人の委員を選出する。委員会委員は、州議会にすべての委員会の委員名簿を提出する。州議会は、過半数の賛成票で名簿を承認するか、拒否することができるが、名簿を修正することはできない。名簿が拒否された場合、委員会の委員は、州議会が名簿を承認するまで、新たな委員名簿を作成しなければならない。
委員会の委員長は、90日間の会期の初日に選出され、60日間の会期が終了するまでその職を務める。委員会委員長は、州議会の全議員によって直接選出される。初日、委員長職に立候補する者は、自分が適任であると考える理由を簡潔に述べる。その後、各委員会の演説が終わると、議員は投票によって委員長職に就く人物を選ぶ。

### 委員長選挙の歴史
1937年に初めて一院制議会が導入された際、各委員会は独自の委員長を選出することが認められた。1939年から1971年までは委員会に関する委員会が委員長を選出していたが、1973年以降は投票によって委員長を選出している。議長のほか、委員会に関する委員会の委員長、執行委員会の委員長および副委員長は、1937年の一院制議会発足以来、投票によって選出されている。

## 立法過程
ネブラスカ州の一院制議会は、他の米国の州に見られる両院制議会とは区別される一院制議会として運営されている。ネブラスカ州における立法は、「ネブラスカ州議会規則」という公式文書に詳細が記載されている特定の規則と手続きによって管理されている。本項では、法案提出から制定までの各段階に焦点を当て、ネブラスカ州における立法過程の概要を説明する。

### 法案提出と第一読会
ネブラスカ州議会では、各上院議員は会期の最初の10日間であれば法案を提出することができる。法案が提出されると、法案に番号が割り当てられ、初めて読み上げられる。この最初の読み上げは形式的なものであり、議論は伴わない。最初の読み上げの後、法案は執行委員会が参照委員会としてさらなる検討と議論を行うために委員会に回付される。議員は、法案が送られた委員会に同意できない場合、法案の回付に異議を申し出ることができる。

### 委員会による審査と公聴会
法案が委員会に送付されると、委員長は公聴会の日程を決定する。提出された法案はすべて公聴会の対象となり、一般市民、専門家、利害関係者が賛成、反対、中立の立場で証言する機会が与えられる。委員長が指定した日時、委員会は非公開の執行会議を招集し、法案の運命を決定する。委員会は、修正の有無にかかわらず法案を一般ファイルに進めるか、委員会で審議を続けるか、あるいは事実上法案を葬るために無期限に延期するかを決定する。さらに、委員会は法案と公聴会で証言した個人に関する情報を記載した委員会声明を作成する。

### 一般ファイル
一般ファイルは、法案について州議会全体で初めて議論し、投票する機会となる。この段階では、議員が修正案を検討する。修正案は、委員会や個々の議員が提案できる。一般ファイルは、立法過程の中で最も重要な段階であると考える人が多い。なぜなら、この段階で多くの妥協案がまとまるからである。修正案を採択したり、法案を一般ファイルから次の審議段階へ進めるには、州議会の過半数（25票）の賛成票が必要となる。

### 登録と審査
一般的に「E&R」と呼ばれる登録と審査は、以前に採択された修正案を法案に組み込み、法案の技術的および文法的な正確性を確認するプロセスである。これは、一般および選択ファイルで可決された後に実施される。

### 選択ファイル
選択ファイルは、2回目の討論と投票の段階である。この段階では、修正案、妥協案、再考案が提出できる。選択ファイルの法案は、無期限に延期されるか、次の段階に進む。選択ファイルの後、法案はE&Rに再度送られ、再確認される。その後、法案は最終審議のために再印刷される。

### 最終審議と知事の承認
法案が一般および特別委員会の両方を通過すると、最終審議に進む。この段階では、それ以上の修正はできず、法案は投票前に全文が読み上げられる。法案が通過すると、知事に送られ、知事の承認を得る。知事は5日（日曜日を除く）以内に、法案に署名して法律とするか、拒否権を行使するか、署名なしで法律として成立させるかを決定しなければならない。法案が拒否権発動の対象となった場合、州議会は3/5以上の賛成多数で拒否権を覆すことができる。

### 緊急条項と法律の発効時期
一部の法案には「緊急条項」が含まれており、これにより法案は知事の署名後ただちに発効する。 緊急条項のない法案は、通常、州議会閉会後3暦月後に法律となる。

### 住民投票権
ネブラスカ州民は、住民投票を通じて法案に異議を申し出る権利を有する。住民投票を開始するには、州議会の閉会後90日以内に請願書を提出し、投票権を持つ有権者の5％の署名を集め、住民投票が行われるまで法案を保留にしなければならない。法案を廃止するには、投票権を持つ有権者の10％の署名が必要である。請願が成功し、法律が保留となった場合、その法律は住民投票の結果が出るまで発効しない。